# Gyászos hangyászökörszem
A gyászos hangyászökörszem (Myrmotherula schisticolor) a madarak osztályának verébalakúak (Passeriformes) rendjébe és a hangyászmadárfélék (Thamnophilidae) családjába tartozó faj.

## Rendszerezése
A fajt George Newbold Lawrence amerikai amatőr ornitológus írta le 1865-ben, a Formicivora  nembe Formicivora schisticolor néven. Egyes szervezetek a Myrmopagis nembe sorolják Myrmopagis schisticolor néven.

## Alfajai
- Myrmotherula schisticolor interior (Chapman, 1914)
- Myrmotherula schisticolor sanctaemartae Allen, 1900
- Myrmotherula schisticolor schisticolor (Lawrence, 1865)[1]

## Előfordulása
Mexikó, Costa Rica, Guatemala, Honduras, Nicaragua, Panama, Belize, Kolumbia, Ecuador, Peru és Venezuela területein honos. Természetes élőhelyei a szubtrópusi és trópusi síkvidéki és hegyi esőerdők. Állandó nem vonuló faj.

## Megjelenése
Testhossza 10 centiméter.

## Életmódja
Rovarokkal és pókokkal táplálkozik.

## Természetvédelmi helyzete
Az elterjedési területe rendkívül nagy, egyedszáma viszont csökkenő, de még nem éri el a kritikus szintet. A Természetvédelmi Világszövetség Vörös listáján nem fenyegetett fajként szerepel.